# Loutrophoros

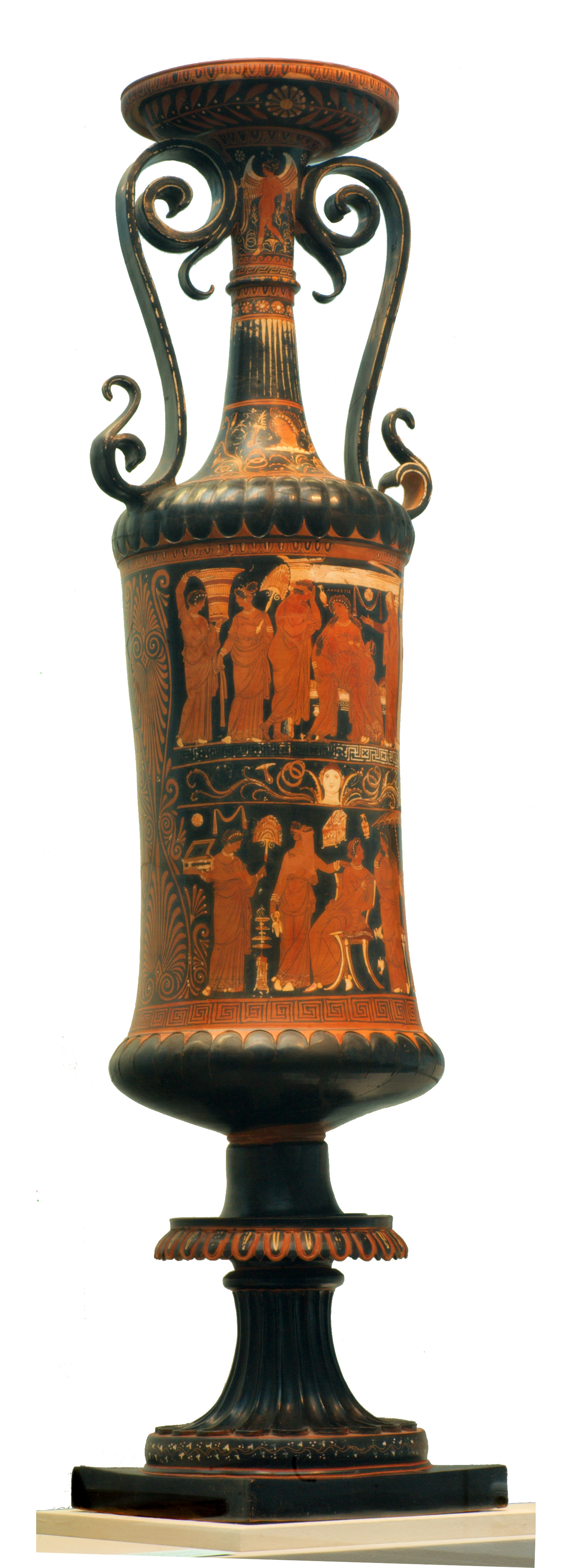
Alkestis verabschiedet sich von ihrem Gatten Admetos und ihren Kindern. Apulische Loutrophoros des Typs II, Variante I; um 340 v. Chr.; Antikenmuseum Basel

Die Loutrophoros, Lutrophoros oder Loutrophore (altgriechisch λουτροφόρος loutrophóros, von λοῦτρον loútron, deutsch ‚das Wasser zum Baden‘ und φέρειν phérein, deutsch ‚tragen‘) ist eine besondere Form in der altgriechischen Feinkeramik. Charakteristisch für diese Vasenform ist der lange Hals.
Die Loutrophoros wurde im antiken Athen für den Transport und das Aufbewahren des Wassers während des Hochzeitrituals genutzt, insbesondere für das Wasser, mit dem das Brautbad bereitet wurde. Somit ist es ähnlich den Lekythen oder dem Lebes Gamikos von kultischer Bedeutung. Daraus resultiert eine weitere Verwendung der Vasen als Weihe-Objekte. Aufgrund des Bezuges zur Hochzeit findet die Loutrophore zudem eine breite Nutzung im Grabkult, nämlich als Grabbeigabe für unverheiratete Personen. Davon abgeleitet wurde die Loutrophoros auch als Grabmarkierung zunächst in tönerner, später in marmorner Form entweder als rundplastische Skulptur oder als Relief verwendet. Die Deutung der verschiedenen Formen ist umstritten und Teil einer lebhaften Forschungsdebatte. In Apulien entwickelte sich die einzige handwerkliche Tradition außerhalb Attikas bei der Herstellung und der Verwendung von Loutrophoren.

## Formen und Technik
Bei Loutrophoren handelt es sich um eine spezielle Form der griechischen Vasen. Sie zeichnen sich durch einen langen, schlanken Hals aus, haben einen voluminösen Gefäßkörper, einen weiten Mündungsteller und einen abgesetzten Fuß. Sie besitzen in der Regel wie Amphoren zwei seitliche Henkel. Es lassen sich zwei Hauptformen der Loutrophoren unterscheiden: Zum einen die Hydria-Loutrophoren, die wie Hydrien noch einen dritten Henkel an der Rückseite des Gefäßes haben, und zum anderen die Amphoren-Loutrophoren ohne dritten Henkel.
Außerhalb der attischen Keramik wurden Loutrophen in der Variante der Amphoren-Loutrophoren in größerer Zahl nur noch in Apulien gefertigt. Diese erfuhren noch weitere Unterteilungen, wobei diese von den verschiedenen Forschern unterschiedlich vorgenommen werden. Konsens scheint die Unterteilung in Gefäße mit eiförmigem (Typus I) und in Gefäße mit konkav-zylindrischem Körper (Typus II) zu sein; umstrittener ist die weitere Unterteilung anhand der Henkelformen. Die eiförmigen Loutrophoren treten in Varianten mit volutenartigen Henkeln (Variante I) sowie mit geraden Henkeln (Variante II) auf. Die zylindrische Form weist entweder Volutenhenkel (Variante I) oder gar keine Henkel (Variante II) auf. Die henkellose Form wird auch als Fass-Amphora, international auf englisch barrel-amphora, bezeichnet. Der Typus I erinnert stark an attische Marmorvorbilder in rundplastischer Form wie auch auf Reliefs, die jeweils als Grabschmuck dienten. Der zweite Typus wurde früher als Amphora gedeutet und auch so bezeichnet, später bezeichnete man ihn als Thymiaterion-Vase, bis sich schließlich die Deutung als Loutrophore durchsetzte.

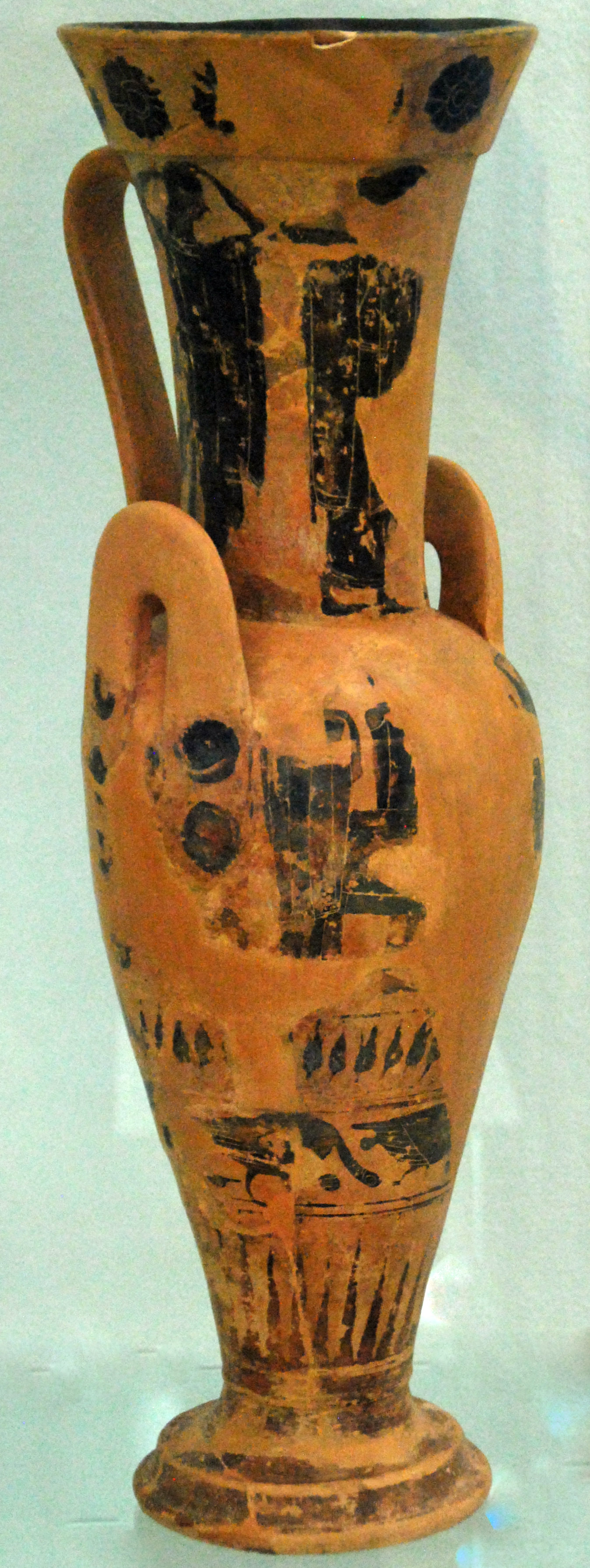
Attisch-schwarzfigurige Hydria-Loutrophoros; Ende 6. Jh. v. Chr., schlecht erhaltene Darstellung einer Prothesis-Szene; Antikensammlung Kiel (B 56)
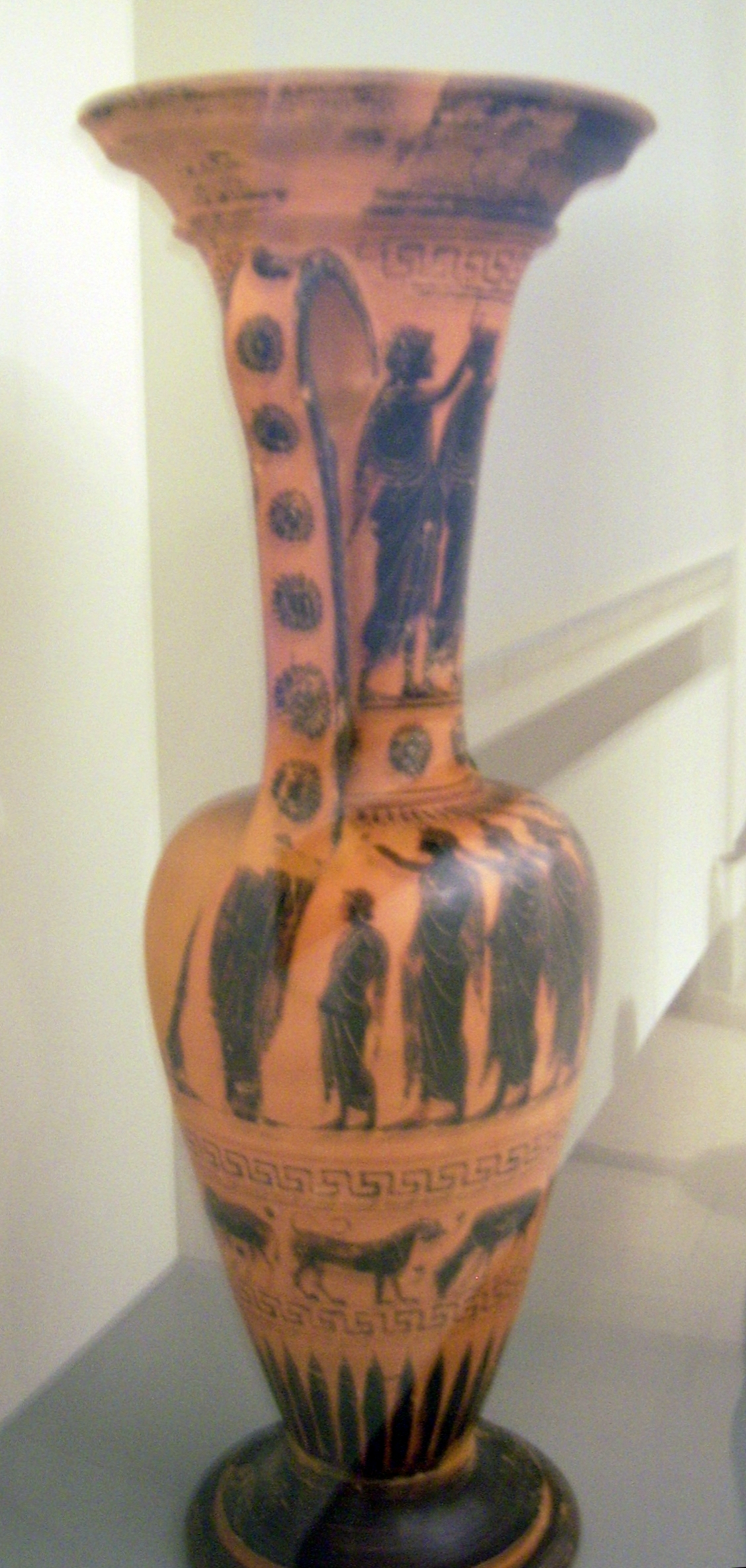
Attisch-schwarzfigurige Amphora-Loutrophoros; Prothesis; um 510/500 v. Chr.; Antikensammlung Berlin
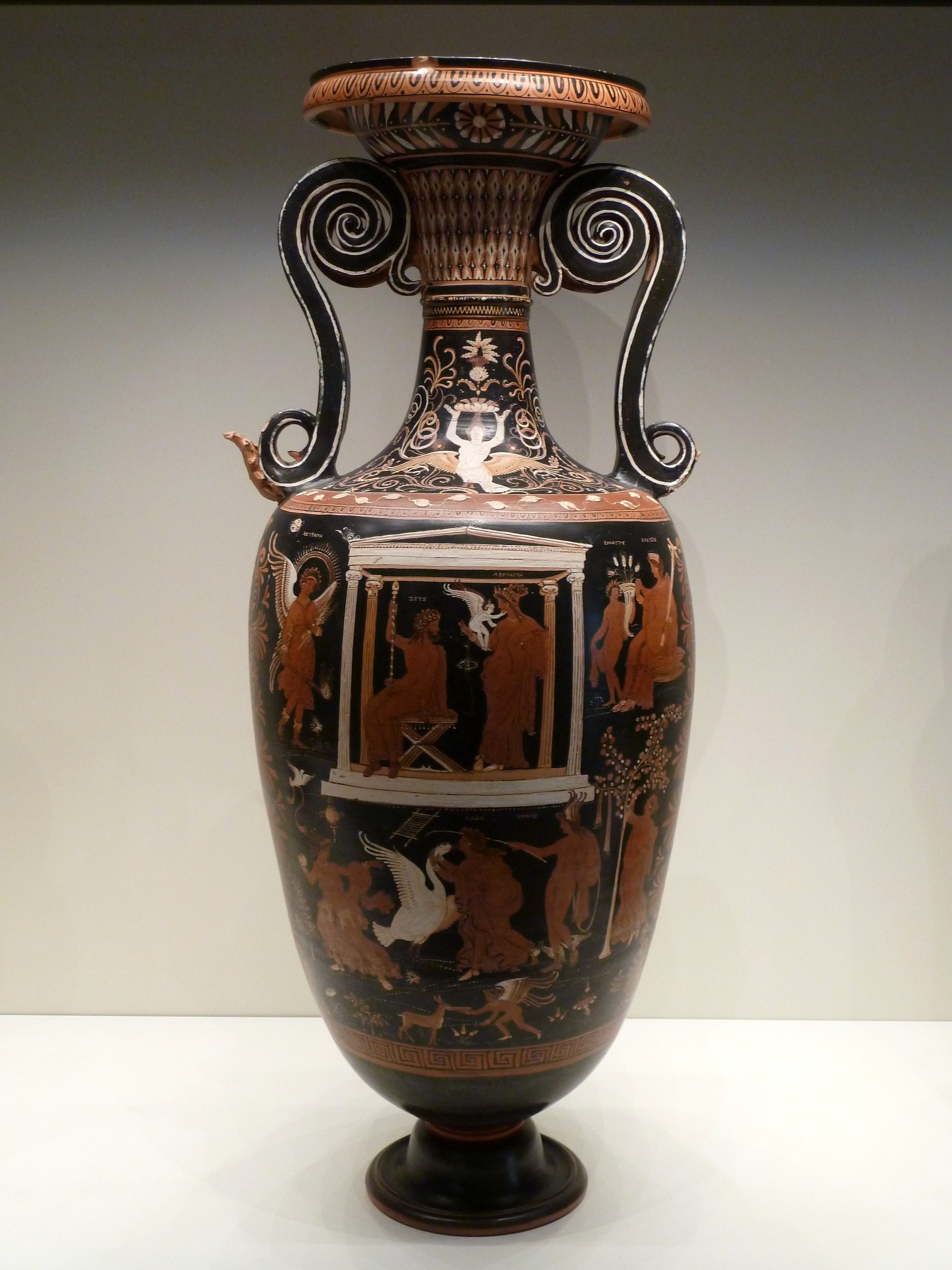
Apulische Loutrophoros des Typus I, Variante I; Naïskos-Szene, darunter Leda mit dem Schwan; um 330 v. Chr.; J. Paul Getty Museum
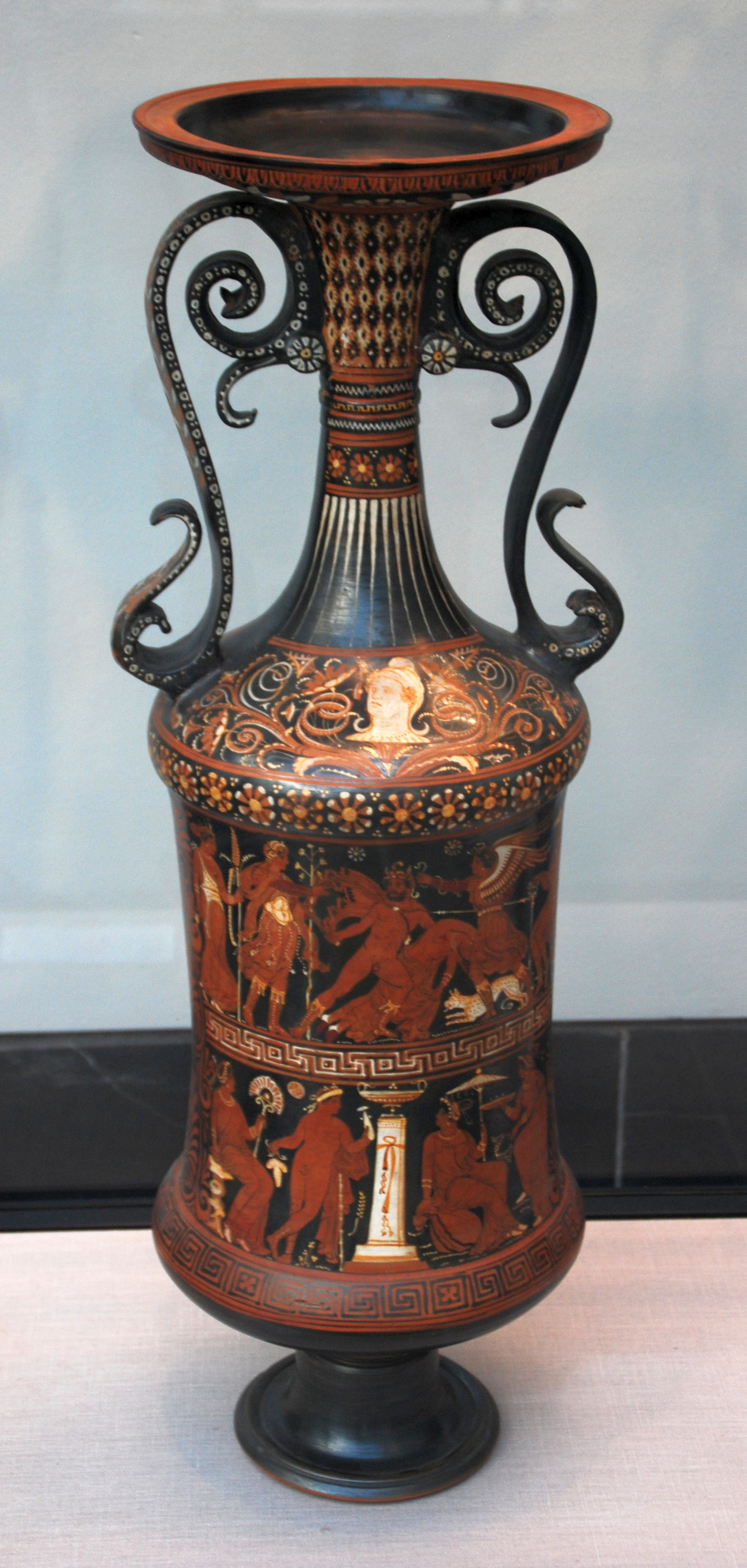
Apulische Loutrophoros des Typus II, Variante I; Staatliche Antikensammlungen, München
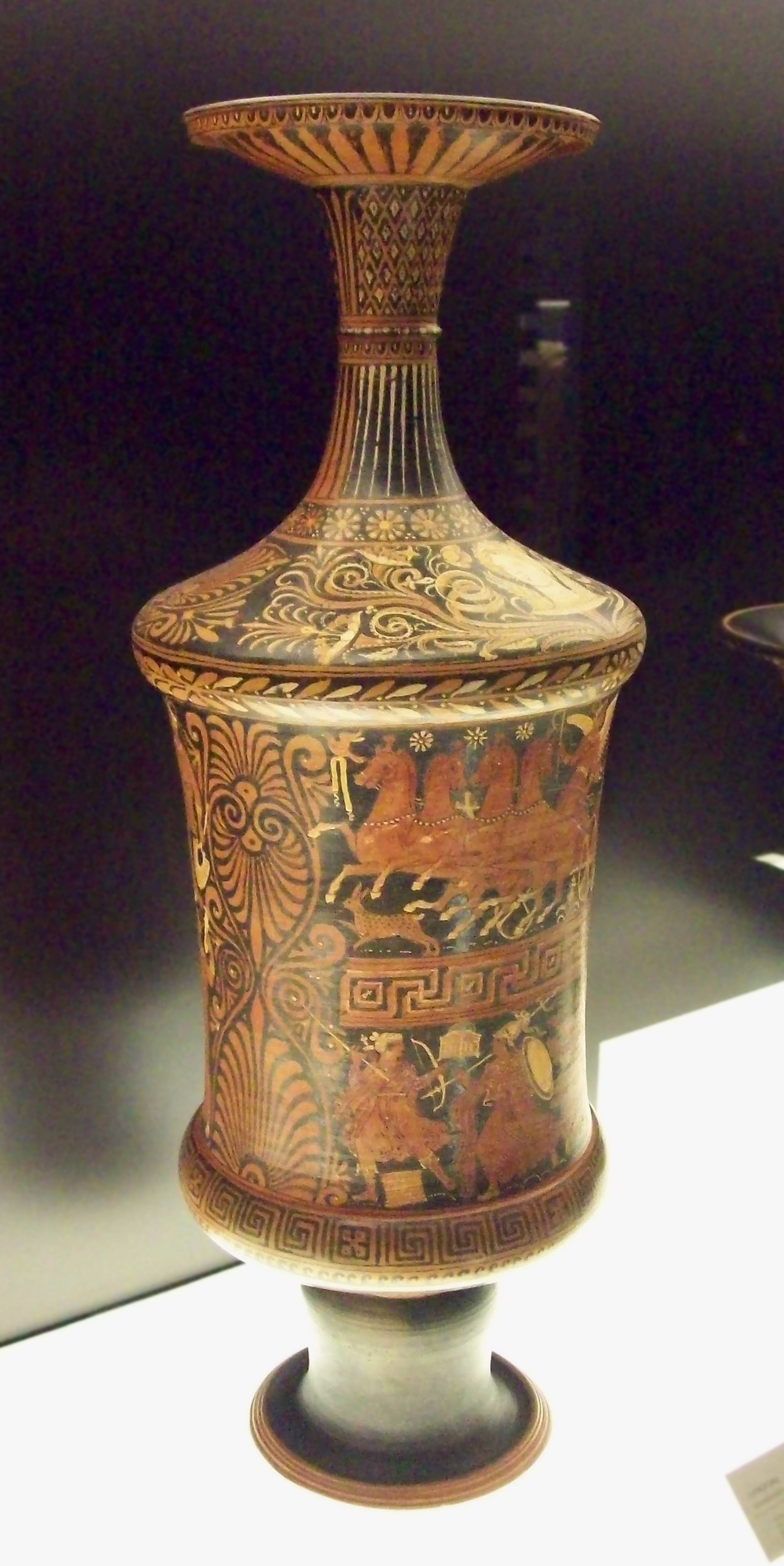
Apulische Loutrophoros des Typus II, Variante II des Baltimore-Malers; um 330 v. Chr.; Museo Arqueológico Nacional de España (1998/92/2)

Vor allem die großformatigen Loutrophoren mussten mit handwerklichem Geschick aus mehreren Einzelteilen zusammengesetzt werden. Körper, Fuß und Henkel, oft auch Hals und Lippe wurden separat gefertigt und vor dem Brennen zusammengesetzt. Frank Hildebrandt hat für die große Kieler Loutrophore vorgerechnet, dass ein Aufbau aus einem einzelnen Tonklumpen ungeachtet aller weiterer technischer Schwierigkeiten bei einer Höhe von 93,6 Zentimetern und einem Gewicht von 10,1 Kilogramm im gebrannten Zustand bestenfalls mit der Hinnahme massiver Verformungen möglich gewesen wäre.

## Entwicklungsgeschichte und Verwendung

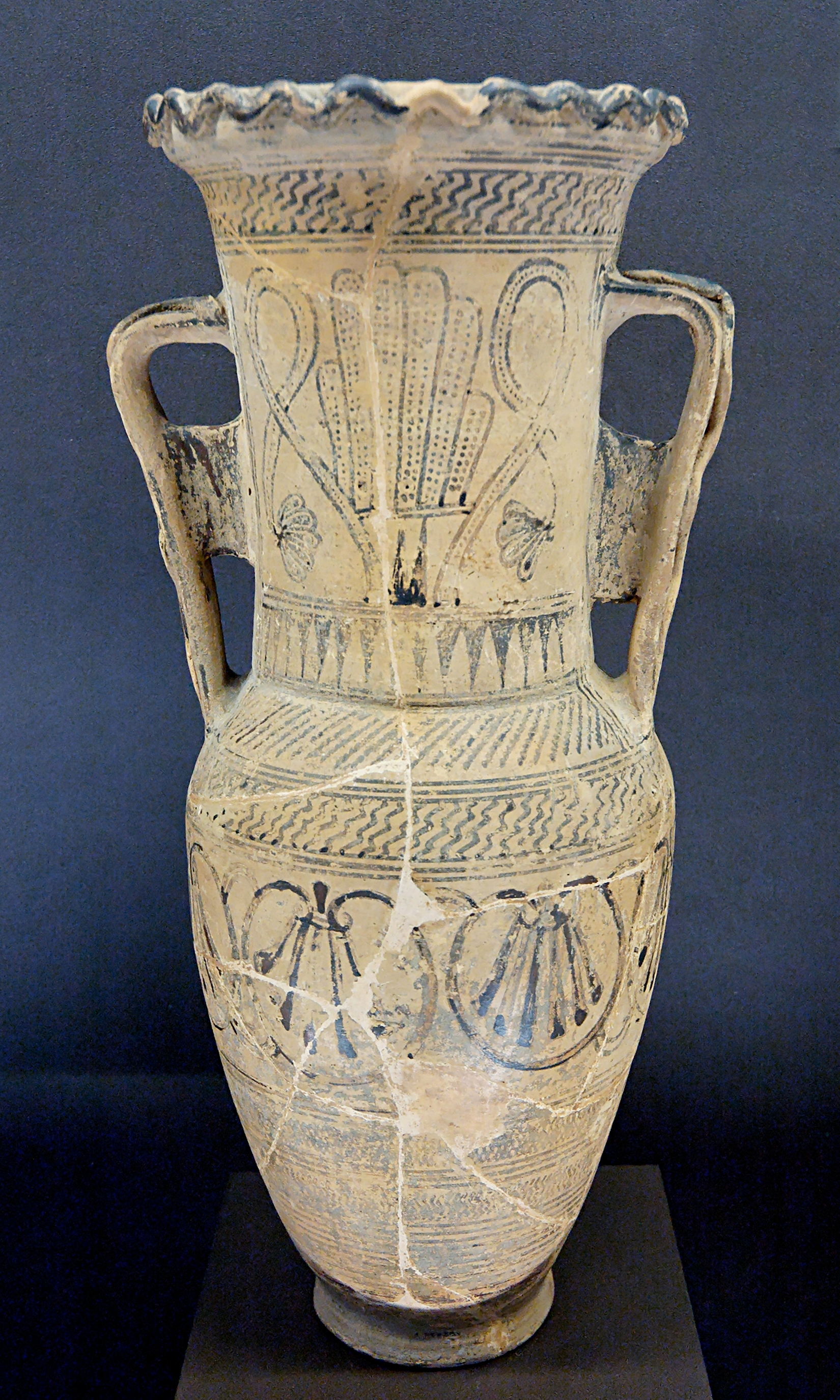
Protoattische Amphora-Loutrophoros des Analatos-Malers mit ornamentaler Verzierung, Louvre (CA 1960)

Die antiken Quellen sind zum Teil unklar. In einer Rede des Demosthenes wird die Loutrophoros als Grabschmuck erwähnt, der darauf hinweise, dass die bestattete Person unverheiratet geblieben sei. Erst spätantike und mittelalterliche Quellen erläutern genauer, dass diese Verwendung der Loutrophoren im Zusammenhang mit dem Status als Hochzeitsgefäß steht. Demnach dienten sie als Symbol für den rituellen Vollzug der Hochzeit und des Brautbades der Verstorbenen, die im Leben zu keinem Zeitpunkt verheiratet waren. Dabei wird in den Quellen die Bezeichnung Loutrophoros sowohl für das Gefäß genutzt, mit dem das Wasser für das rituelle Hochzeitsbad geholt wurde, als auch – so etwa bei Iulius Pollux – für die jugendlichen Träger dieses Gefäßes.
Die ersten Hydria-Loutrophoren wurden gegen Ende des 8. Jahrhunderts v. Chr. in Athen hergestellt und noch im protoattischen Stil verziert. Etwas später, um 690 v. Chr., wurden die ersten Amphora-Loutrophoren ebenfalls in Athen gefertigt. Es ist anzunehmen, dass sich beide Formen unabhängig voneinander entwickelten. Die Hydria-Loutrophoren waren wohl eine spezielle, kostbare Form der Hydria, während sich die Amphora-Loutrophore wahrscheinlich aus den für den Grabschmuck verwendeten älteren Amphorenformen entwickelt hatte. Das sollte auch Einfluss auf den Gebrauch der beiden Formen in Athen haben.
Paul Wolters ging noch davon aus, dass beide Formen gleichwertig nebeneinander standen, dieselbe Bedeutung hatten und dieselbe Verwendung fanden. Gerit Kokula meinte, Hydria-Loutrophoren seien rituelle Gefäße im Zusammenhang mit der Braut, Amphora-Loutrophoren aber im Zusammenhang mit dem Bräutigam. Ingeborg Scheibler teilt diese Sicht im Neuen Pauly ebenso wie Charikleia Papadopoulou-Kanellopoulou, Rosmarie Mösch-Klingele kam in ihrer Dissertation zum Schluss, dass beide Formen unterschiedliche Verwendung fanden. Die Hydria-Loutrophoren fanden ihrer Ansicht nach praktische Verwendung im Hochzeitsritual der Athener, während die Amphora-Loutrophoren von sepulkraler Bedeutung waren. Sie wurden entweder Verstorbenen als Grabbeigabe mitgegeben, wurden als Grabschmuck verwendet oder aber fanden etwa ab Mitte des 7. Jahrhunderts v. Chr. mit schwarzfiguriger Bemalung Verwendung als Votivgabe im Heiligtum der Nymphe auf der Akropolis von Athen. Amphoren-Loutrophoren finden sich frühestens um 575 v. Chr. im Heiligtum. Aufgrund der Zerstörung der Anlage durch Bauten aus spätrömischer Zeit und des völligen Fehlens schriftlicher Quellen kann allerdings nichts zum Kult und der Verwendung der Vasen im dortigen Kult gesagt werden. Da es sich um ein Quellheiligtum handelt, ist der Bezug zur aus der zum Wasserholen benutzten Hydria entlehnten Variante erkennbar. Der Name loutrophoros und damit der Bezug zum Brautbad kommt erst später auf. Zudem wurde das Wasser für die Hochzeit traditionell in Attika und anderen griechischen Regionen aus heiligen Quellen gewonnen.
Das Heiligtum der Nymphe wurde 1955 entdeckt und anschließend bis 1959 in mehreren Grabungskampagnen erforscht. Vorrangig wurden dort schwarzfigurige Hydria-Loutrophoren aus der Zeit bis etwa 480 v. Chr. gefunden, doch auch Amphora-Loutrophoren wurden in nennenswerter Zahl gefunden. Beide Formen wurden im Laufe der Zeit nicht gleichmäßig häufig verwendet, die Anzahl der einzelnen Formen variiert somit. Nach 480 v. Chr. bis zum Ende der Produktion etwa 30 Jahre später herrschten Vasen des rotfigurigen Stils unter den Funden vor. Papadopoulou-Kanellopoulou publizierte 1997 etwa 500 der schwarzfigurigen Exemplare aus dem Heiligtum. Der Großteil dieser Loutrophoren wurde im 6. Jahrhundert v. Chr. produziert, besonders in der zweiten Hälfte des Jahrhunderts. Ab etwa 500 v. Chr. geht die Produktion solcher Vasen stark zurück.

## Loutrophoren als Teil des attischen Hochzeitsbrauches
Die ersten Hydria-Loutrophoren waren in ihrer Form noch nicht ausgereift und wiesen noch große Ähnlichkeit zu Hydrien auf. Demnach ist die Loutrophoros als Vasenform jünger als das Ritual des Wasserholens für die Hochzeit. Spät einsetzende schriftliche Quellen zu Hochzeitsbräuchen, etwa von Thukydides, besagen, dass in Athen das Wasser für das Hochzeitsbad aus dem Brunnen Enneakrunos, gespeist aus der Quelle Kallirrhoë, geholt wurde. Nach Analyse der Vasenbilder auf Loutrophoren, die häufig Bilder mit Hochzeitsszenen und dabei auch häufig Loutrophoren zeigen, meint Mösch-Klingle nachweisen zu können, dass im Zusammenhang mit dem Hochzeitsritual einzig Hydria-Loutrophoren Verwendung fanden. Sie meint zudem, dass gerade diese Vasen als eines der Symbole der Eheschließung, der Zusammenführung von Mann und Frau anzusehen sei, weshalb es im Rahmen der Hochzeit nur eine dieser Vasen gab, was die Vasenbilder bestätigen würden, und deshalb eine Unterteilung der Loutrophorenformen in eine für Männer und eine für Frauen nicht haltbar sei.
Die Weihung der Loutrophoren im Heiligtum der Nymphe ist dann offenbar nach der Hochzeit vorgenommen worden und war dann zumindest in der Zeit vor Kleisthenes, der weitere Elemente für eine rechtskräftige Ehe einführte, ein elementarer Bestandteil für die Rechtsgültigkeit einer Ehe. Möglich ist aber auch, dass es keine Pflicht zum Erwerb und zur Weihung einer Loutrophore gab und dies einzig privaten Absprachen zwischen den Familien der künftigen Eheleute entsprang. Stimmen Mösch-Klingles Annahmen, wäre die Weihung ebenso wie die Schaffung einer eigenen Vasenform für das Wasserholen des rituellen Brautbades als ein Teil einer sich verfestigenden Ritualisierung der Hochzeit zu sehen – in einer Gesellschaft, die keine offiziellen Formen der Eheschließung, seien sie staatlich oder religiös begründet, besaß. Der Brauch der Weihung in das Heiligtum der Nymphe dauert etwa 250 Jahre bis um 400 v. Chr. an. Für die Zeit vor 650 v. Chr. gibt es nur vereinzelte Funde von Loutrophoren in Attika, außerhalb Attikas, abgesehen von der unteritalischen Eigenproduktion, gibt es über den gesamten Zeitraum kaum Funde dieser Vasengattung. Hydria-Loutrophoren, das Hochzeitsbad und die Weihung in das Heiligtum der Nymphe waren somit eng miteinander verbunden, bedingten einander. Unklar ist, ob sich der Kult auf die Stadt Athen beschränkte, ob er das direkte Umland einschloss oder gar die Weihung dieser Vasen den ganzen Kulturkreis der attischen Polis umfasste und somit ein gemeinsames Kultverhalten mit einem zentralen Kultzentrum abzulesen ist.
Für Mösch-Klingles These spricht auch, dass sich unter den etwa 500 durch Papadopoulou-Kanellopoulou publizierten schwarzfigurigen Hydria-Loutrophoren, von denen aufgrund des Erhaltungszustandes nicht alle einer der beiden Formen zugeordnet werden können oder auch nur bei allen die Bilder aussagekräftig genug für eine Beurteilung wären, mindestens 31 befinden, die nicht reine Frauenszenen zeigen, sondern auch Männer. Ein Teil dieser Bilder lässt keine genaue Interpretation zu, der andere Teil zeigt eindeutig Hochzeitsszenen. Auf rotfigurigen Hydria-Loutrophoren kommen Männer nicht vor. Nun, im 5. Jahrhundert v. Chr., wird vor allem der konkrete Raum des oikos, nicht mehr das Ritual der Hochzeit, gezeigt. Dargestellt wird vielmehr die Braut, umgeben von anderen Frauen bei der Vorbereitung der Hochzeit; Männer als Bürger kommen generell in der Vasenmalerei dieser Zeit kaum im privaten Umfeld vor. Einzig bei den rotfigurigen Amphora-Loutrophoren steht der Bräutigam im Zentrum der Darstellung. Eine Deutung dieser Szenen steht noch aus.

## Loutrophoren in der Sepulkralkultur der Athener

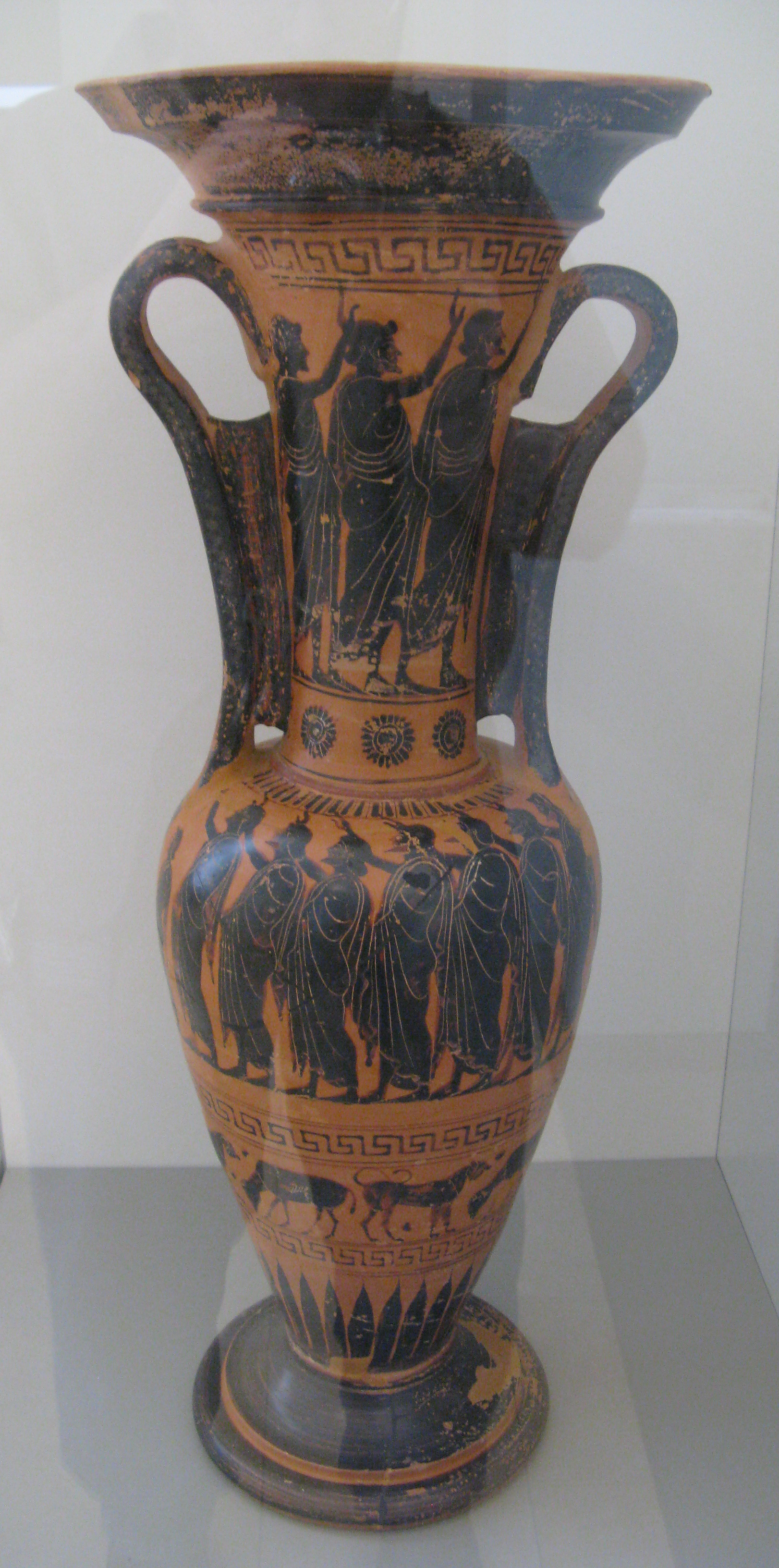
Amphora-Loutrophore mit doppelter Prothesis-Darstellung, auf dem Halsbild Männer, auf dem Körperbild Frauen; um 510/500 v. Chr., gefunden in Trachoraes, Attika; Antikensammlung Berlin

Schwarzfigurige Loutrophoren mit der Darstellung der Prothesis setzen in der zweiten Hälfte des 6. Jahrhunderts ein, ab etwa 530 v. Chr. erreichen sie eine kanonische Form, die nur wenig variiert wird: Auf der Vorderseite ist der Tote auf eine Kline mit den Füßen nach links aufgebahrt. Der Tote wird von klagenden Frauen umgeben, manchmal auch von Kindern, nie aber von Männern. Diese sind auf der anderen Seite der Loutrophore während ihrer zeremoniellen Klage dargestellt. Männer und Frauen trauerten in archaischer Zeit nicht gemeinsam. Es kam vor, dass Inschriften auf der Vase das Verwandtschaftsverhältnis der Klagenden zum Toten zeigten, was allerdings nicht als echte individuelle Porträtierung der Klagenden wie der Toten verstanden werden darf. Oftmals wird unter dem Hauptbild ein Fries thrakischer Reiter gezeigt, die offenbar als würdiges Totengeleit gelten sollen. Loutrophoren mit Prothesisszenen wurden, soweit die Fundorte der einzelnen Vasen bekannt sind, einzig in Attika gefunden. Solche Szenen hatten klare Beziehungen zum realen Leben. Es gibt keine attischen Vasenbilder mit mythischen Prothesisszenen, somit zeigten solche Darstellungen den Stellenwert der Dargestellten in der attischen Gesellschaft. Ihren Höhepunkt erreichen diese Darstellungen auf Amphora-Loutrophoren in den letzten Jahrzehnten des 6. Jahrhunderts v. Chr. mit einer nochmaligen Spitze um die Wende zum 5. Jahrhundert v. Chr. Danach nimmt die Zahl solcher Bilder wieder ebenso rapide ab, wie sie zuvor angewachsen war. Für ihre Arbeit zu den Grabtafeln des Exekias stellte Heide Mommsen 86 schwarzfigurige Loutrophoren mit Prothesis-Darstellungen zusammen, ging aber davon aus, dass diese Zusammenstellung nicht vollständig ist. Durchweg sind die dargestellten Verstorbenen auf diesen Vasen, so man das Geschlecht feststellen kann, männlich. Da keiner der Verstorbenen als Krieger gezeigt wurde, kann man davon ausgehen, dass die Gefäße im Zusammenhang mit dem privaten Grabkult standen.
Die Prothesis-Darstellungen werden in geringerer Zahl auch im rotfigurigen Stil weiter hergestellt. Daneben treten nun in der zweiten Hälfte des 5. Jahrhunderts v. Chr. auch Darstellungen von Kriegern, die sich zur größten Gruppe im funeralen Bereich neben den schwarzfigurigen Vasen mit Prothesis-Darstellungen entwickeln. Sie werden zumeist Krieger-Loutrophoren genannt, abgewandelt von John D. Beazleys Begriff der Battle-Loutrophoros. Diese thematische Wandlung folgt einerseits der generellen Wandlung bei den Themen der attischen Vasenmalerei, andererseits spiegelt sie auch die politische Entwicklung in Athen, die Einführung eines Staatsbegräbnisses für gefallene Bürger, wider. Im zweiten Viertel des 5. Jahrhunderts v. Chr. setzt die Produktion ein und läuft etwa bis zum Ende des Jahrhunderts. Häufig sind Darstellungen von Hopliten. Somit verschiebt sich die Thematik der Bilder und gleichzeitig wohl auch die Nutzung vom privaten in den öffentlichen Bereich. Wurde der Tote bei der zumeist schwarzfigurigen Prothesis noch als gestandener Bürger am Ende eines erfüllten Lebens gezeigt, zeigen die Vasenmaler nun bei den rotfigurigen Kriegerdarstellungen in heroisierender Überhöhung den Verlust potentieller Bürger für die Polis. So wurden Krieger-Loutrophoren auch in Staatsgräbern gefunden.
Wenn getöpferte Loutrophoren als Grabdenkmale verwendet wurden, war häufig ihr Boden durchschlagen, womit sie einerseits für die praktische Nutzung unbrauchbar wurden, andererseits auch Opferspenden aufnehmen und in das Grab leiten konnten. Wenn Loutrophoren Verstorbenen als Grabbeigabe mitgegeben wurden, handelte es sich hier um vor der Hochzeit verstorbene Personen beiderlei Geschlechts, die die Hochzeitsrituale noch nicht vollzogen hatten. Die Beigaben sollten als Ersatz dafür dienen. Auch die marmornen Grabdenkmale spätklassischer Zeit, ob in Relief- oder rundplastischer Form, zeigen zumeist Amphora-Loutrophoren. Zudem sind sie oftmals von Hydria-Loutrophoren kaum zu unterscheiden. Grund für die Übertragung der Form aus dem eher preiswerten Material Keramik zum weitaus teureren Marmor war das gesteigerte Repräsentationsbedürfnis der Zeit. Sie konnten enorme Höhen bis zu zwei Metern erreichen. Ihr Körper war glatt poliert, an zentraler Stelle ist zumeist aber ein mehrfiguriges Relief herausgearbeitet. Andere sind nicht figürlich, sondern mit Ornamenten, Schuppen- oder Riefelmustern verziert. Diese Muster sollen an Treibarbeiten teurer Metallgefäße erinnern. Die Henkel waren häufig sehr voluminös gearbeitet und endeten in Voluten oder anderen floralen Motiven. Häufig wurden sie gemeinsam mit Grabreliefs und Lekythen aufgestellt. Somit waren sie einerseits Zeichen der Erinnerung, andererseits aber auch Zeichen des sozialen Prestiges der Familie des Verstorbenen. Auf dem Kerameikos-Friedhof von Athen haben sich einige bemerkenswerte Beispiele erhalten, so etwa die Loutrophoros des Hegetor, die Loutrophoros des Olympichos oder als Relief zum Beispiel auf einer Stele, die einen Panaitios aus dem Demos Hamaxanteia nennt.

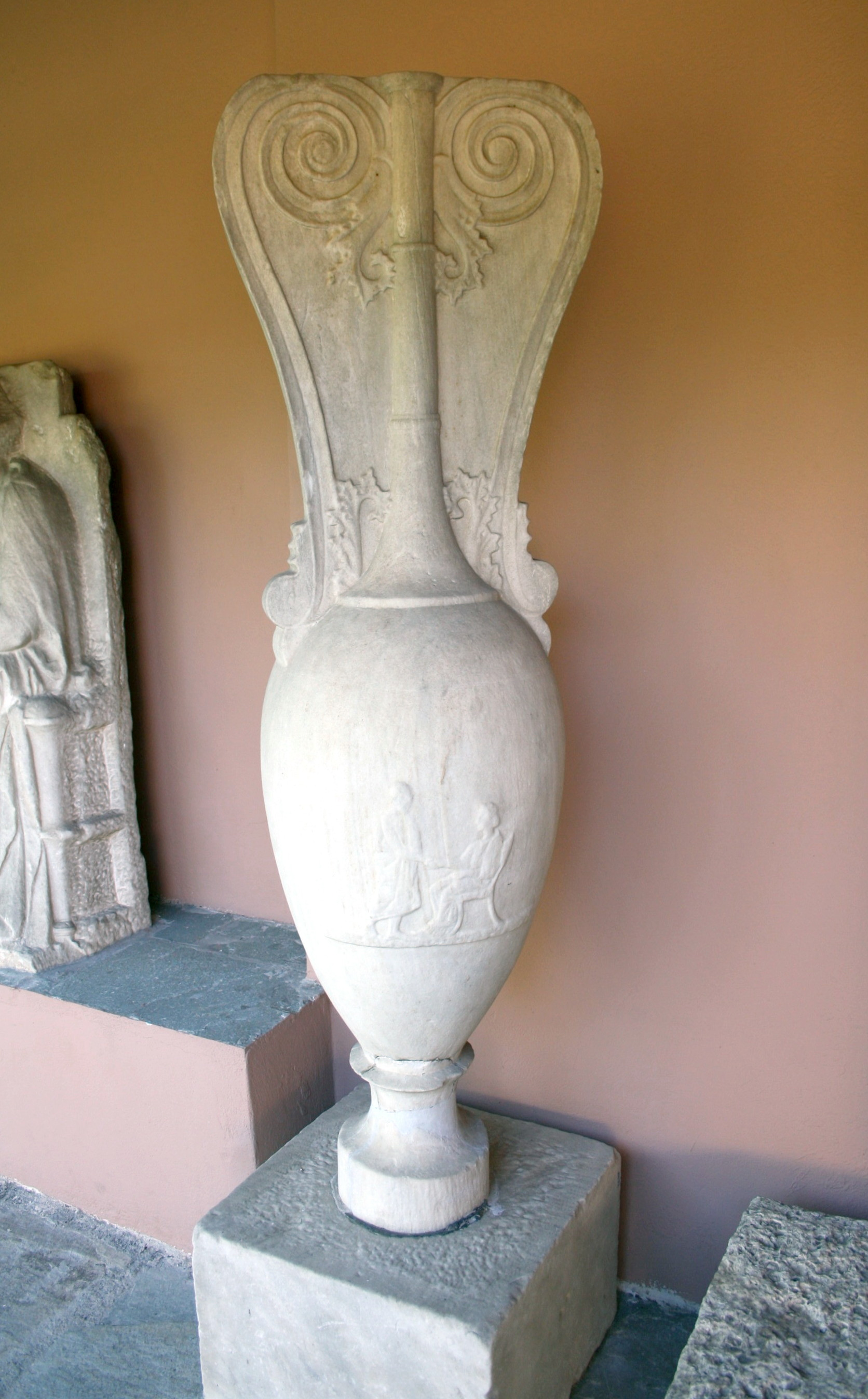
Rundplastische marmorne Loutrophoros für Agathon und Sosykrates vom Kerameikos in Athen mit Relief auf dem Körper; frühes 4. Jahrhundert v. Chr.; Kerameikos-Museum
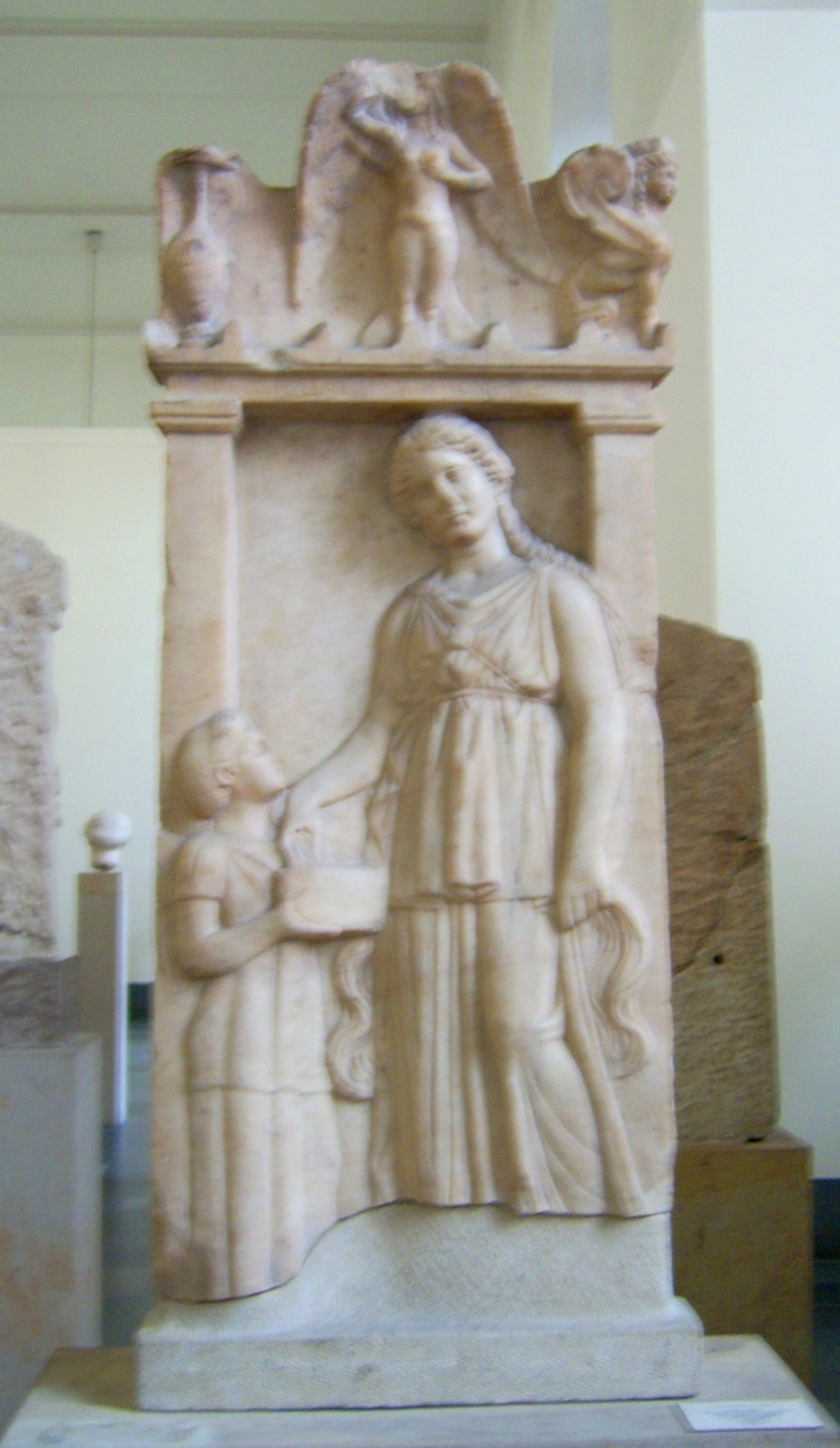
Grabrelief der Silenis mit der Darstellung einer Hydria-Loutrophoros; Mitte des 4. Jahrhunderts v. Chr.; Antikensammlung Berlin (Berlin SK 1492 (K40))
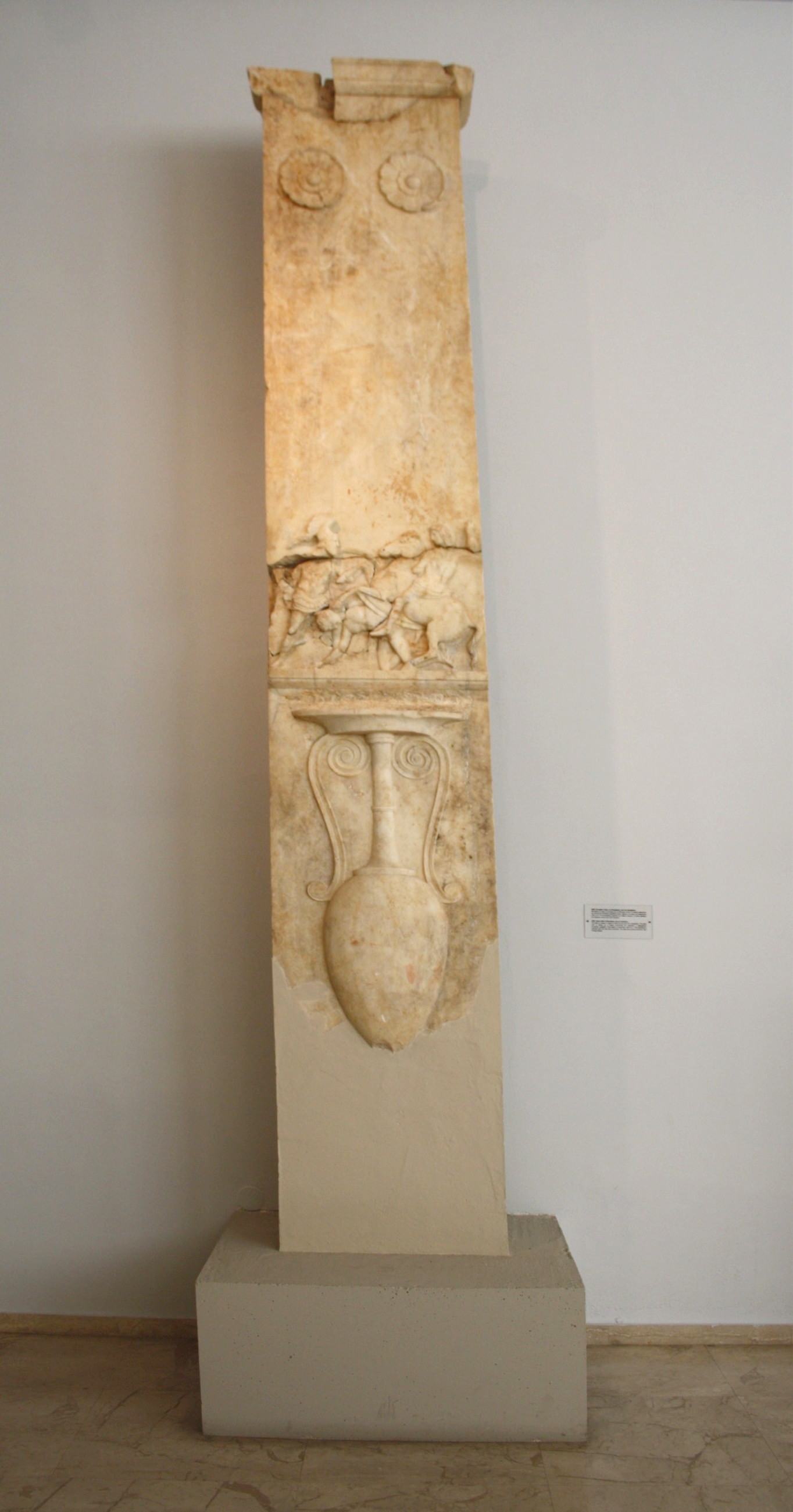
Grabstele für Panchares vom Kerameikos in Athen; um 340 v. Chr.
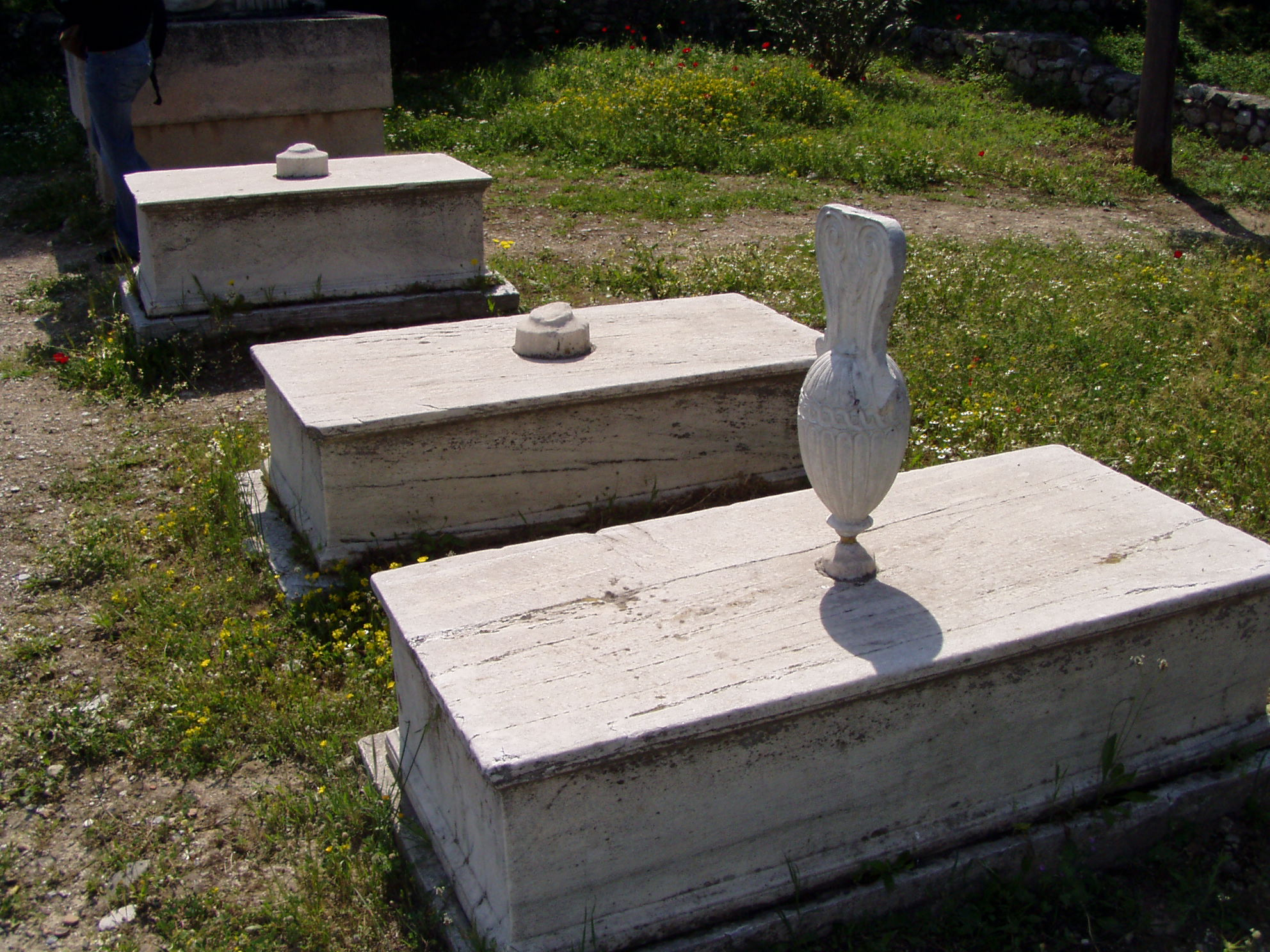
Loutrophoros und Loutrophorenreste als Grabaufsatz auf Trapezai auf dem Athener Kerameikos

## Loutrophoren in Apulien

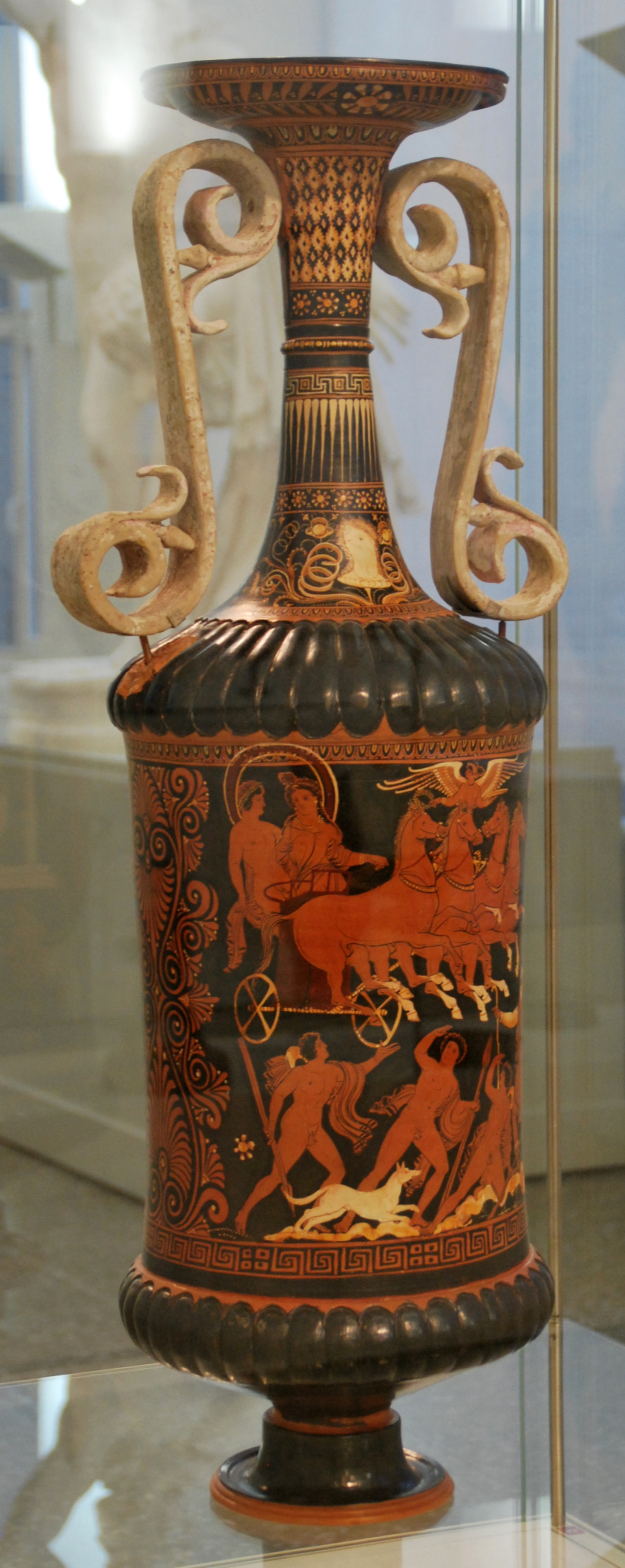
Große apulische Loutrophoros; Seite A vom Unterwelt-Maler bemalt zeigt auf dem Körper den Raub des Kephalos durch die Göttin Eos auf zwei Figurenregistern, am Hals Frauenkopf in Blütenkelch, Seite B vom Maler von MNB 1148 zeigt auf dem Körper einen Naiskos, in dem eine bauchige Loutrophoros steht und um den vier Figuren angeordnet sind, Halsbild zeigt oben eine in Chiton und Mantel gekleidete Frau, unten einen Frauenkopf im Profil nach rechts; die Henkel waren schon in der Antike abgebrochen und wurden durch Ersatzhenkel, die mit Metallstiften befestigt wurden, ersetzt; um 330 v. Chr., Antikensammlung Kiel, Inventarnummer B 787

Die frühesten Loutrophoren in Apulien wurden zur Mitte des 4. Jahrhunderts v. Chr. in der Werkstatt des Varrese-Malers und seiner unmittelbaren Nachfolger geschaffen. Als erste Stücke gelten ein Werk in Neapel, das vom Varrese-Maler und der Gruppe von Vatikan X 6 verziert wurde, sowie die Namenvase des Malers von Louvre MNB 1148 in Paris. Diese Stücke sind dem Typus I zuzurechnen, der jedoch nicht lange hergestellt wurde. Dennoch wurde noch längere Zeit auf diese Form Bezug genommen. So findet sich in der Naïskosszene auf einer Loutrophoros in Kiel die Darstellung einer Loutrophore des eigentlich nicht mehr produzierten Typus I. Pascal LeBlond vermutet, dass Vasen dieses Typus in Tarent produziert wurden. Wie die Darstellungen auf verschiedenen Vasen zeigen, gehörte im Allgemeinen ein Deckel zur Loutrophore.
In etwa gleichzeitig entstand die Loutrophoros des Typus II, zunächst in der Variante I mit Volutenhenkeln. Auch hier wird das erste Stück dem Varrese-Maler zugeschrieben, das zweite Stück in Malibu wieder dem Maler von MNB 1148. Wie auch die marmornen attischen Vorbilder weisen die apulischen Keramik-Loutrophoren oft Verzierungen wie Riefelbänder auf, die an toureutische Arbeiten erinnern. Es ist also möglich, dass die Loutrophoren aus Ton in Unteritalien nicht von attischen Vorbildern entlehnt wurden, was ohnehin aufgrund des fehlenden Exports schwierig gewesen wäre, sondern von Vorbildern aus der apulischen Toreutik, die ihrerseits über die auffällig als Grabschmuck präsentierten marmornen Vorbilder aus Attika entlehnt wurden. Neben den verzierenden Mustern erinnern auch die Henkel stark sowohl an die attischen Marmorvorbilder als auch an toureutische Arbeiten. Besonders kunstvoll war man bei der Herstellung der Henkel in den Werkstätten des Baltimore-Malers und der Werkstatt des Patera-Malers.
War zunächst Tarent das Produktionszentrum, wurden später auch in Nordapulien, in Canosa und Ruvo, Loutrophoren produziert. Gegen Ende des dritten Viertels des 4. Jahrhunderts v. Chr. kamen auch die henkellosen Loutrophoren auf. Sie konnten nun monumentale Ausmaße erreichen. Größtes bislang bekanntes Stück ist eine Vase in Melbourne. Sie entstammte der Werkstatt des Baltimore-Malers in Canosa, der etwa ein Drittel aller henkellosen Loutrophoren zugeschrieben werden, sowie der Werkstatt des White-Sakkos-Malers. Sehr wahrscheinlich waren dies Arbeiten, die sich direkt an den Wünschen des einheimischen Marktes orientierten. Parallel dazu wurden nicht nur rotfigurige Loutrophoren geschaffen, sondern auch solche im Stil der Canosiner Keramik sowie mit der Gnathia-Technik. Diese beiden Techniken wurden jedoch nur bei Vasen bescheidenerer Größe verwendet.